# Chandrasekharania keralensis
Chandrasekharania es un género monotípico de plantas herbáceas perteneciente a la familia de las poáceas. Su única especie, Chandrasekharania keralensis V.J.Nair, Ramachandran, Sreekumar, es originaria de India.

## Descripción
Es una planta herbácea anual; decumbente. Con cañas que alcanzan los 20-40 cm de altura; ramificadas arriba. Con nodos glabros. Láminas foliares ovoides; estrechas (pero relativamente amplias); visiblemente cordiformes; persistentes. 
Son plantas bisexuales, con espigas bisexuales y flores hermafroditas. Fruta pequeña (alrededor de 1 mm de largo).

## Etimología
El género fue nombrado en honor de N.Chandrasekharan Nair, botánico indio. 